# Malthodes tanurensis
Malthodes tanurensis es una especie de coleóptero de la familia Cantharidae.

## Distribución geográfica
Habita en Israel.